# Beware of dog
Beware of Dog es el álbum debut del rapero estadounidense Lil Bow Wow lanzado en el año 2000 en So So Def y Columbia Records.

## Lista de canciones
| #   | Título                             | Compositor(s) | Artista Invitado                   | Tiempo |
| --- | ---------------------------------- | --- | ---------------------------------- | ------ |
| 1.  | "Intro"                            | |                                    | 0:21   |
| 2.  | "The Future"                       | Dupri, Jermaine/Mitchell, Terron/Cox, Bryan-Michael/Griffin, Rahman                                                   | R.O.C.                             | 2:36   |
| 3.  | "Bounce With Me"                   | Da Brat/Dupri, Jermaine/Cox, Bryan-Michael                                                                            | Xscape                             | 2:56   |
| 4.  | "Puppy Love"                       | Casey,/Simon, Dwayne/Dupri, Jermaine/Erving, Bobby/Casey, Brandon/Cox, Bryan-Michael/Smith, James Todd/Pierce, Darryl | Jagged Edge                        | 3:29   |
| 5.  | "You Know Me"                      | Da Brat/Dupri, Jermaine/Cox, Bryan-Michael                                                                            | Jermaine Dupri & Da Brat           | 3:08   |
| 6.  | "The Dog in Me"                    | Dupri, Jermaine/Cox, Bryan-Michael                                                                                    |                                    | 3:22   |
| 7.  | "Bow Wow (That's My Name)"         | Snoop Dogg/Dupri, Jermaine/Cox, Bryan-Michael                                                                         | Snoop Dogg                         | 3:44   |
| 8.  | "This Playboy"                     | Dupri, Jermaine/Dixon, Lee/Cox, Bryan-Michael/Griffin, Rahman                                                         | Jermaine Dupri, R.O.C., & Big Duke | 3:37   |
| 9.  | "Ghetto Girls"                     | Dupri, Jermaine/Felder, Wilton/Mitchell, Terron/Cox, Bryan-Michael                                                    |                                    | 3:15   |
| 10. | "You Already Know"                 | Dupri, Jermaine/Lowe, Carl                                                                                            |                                    | 3:18   |
| 11. | "Bounce With Me [Extended LP Mix]" | Da Brat/Dupri, Jermaine/Cox, Bryan-Michael                                                                            | Xscape                             | 4:43   |

Samples de canciones
- "Ghetto Girls" samples "Covert Action" de The Crusaders[1]
- "Puppy Love" samples de la canción "Kanday" de LL Cool J[2]

## Posicionamiento en lista

### Semanal
| Gráfica (2000–2001)                     | Posición |
| --------------------------------------- | -------- |
| Australia (ARIA)                        | 36       |
| Bélgica (Ultratop flamenca)             | 44       |
| Bélgica (Ultratop valona)               | 23       |
| Canadian R&B Albums (Nielsen SoundScan) | 11       |
| Países Bajos (Album Top 100)            | 66       |
| Francia (SNEP)                          | 41       |
| Alemania (Offizielle Top 100)           | 61       |
| Nueva Zelanda (Recorded Music NZ)       | 21       |
| Suecia (Sverigetopplistan)              | 42       |
| Suiza (Schweizer Hitparade)             | 34       |
| Reino Unido (UK Albums Chart)           | 79       |
| Reino Unido (UK R&B Albums)             | 19       |
| Estados Unidos (Billboard 200)          | 8        |
| Estados Unidos (Top R&B/Hip-Hop Albums) | 3        |